# Rüschlikon
Rüschlikon es una comuna suiza del cantón de Zúrich, ubicada en el distrito de Horgen. Limita al norte con las comunas de Adliswil y Kilchberg, al este con Küsnacht, al sur con Thalwil y al oeste con Langnau am Albis.

## Transporte
Ferrocarril
Cuenta con una estación ferroviaria en la que efectúan parada trenes de cercanías pertenecientes a la red S-Bahn Zúrich.

## Personajes
- Fritz Honegger, consejero federal.